# 2025년 동계 아시안 게임 마카오 선수단
2025년 동계 아시안 게임 마카오 선수단은 2025년 2월 7일부터 14일까지 중화인민공화국 하얼빈에서 열리는 2025년 동계 아시안 게임에 참가중인 마카오 선수단이다.

## 선수단
아래 표는 종목별, 성별 마카오 대표단 선수 수이다.
| 종목       | 남자 | 여자 | 합계 |
| ---------- | ---- | ---- | ---- |
| 아이스하키 | 22   | 0    | 22   |
| 합계       | 22   | 0    | 22   |